# Französisch-Guayana
| Französisch-Guayana Guyane Collectivité Territoriale de Guyane               | Französisch-Guayana Guyane Collectivité Territoriale de Guyane |
| Französisch-Guayana als Teil Frankreichs führt offiziell keine eigene Flagge | Flagge des Départements                                        |
| Wappen Französisch-Guayanas                                                  | Wappen Französisch-Guayanas                                    |
| Basisdaten                                                                   | Basisdaten                                                     |
| ---------------------------------------------------------------------------- | -------------------------------------------------------------- |
| Amtssprache                                                                  | Französisch                                                    |
| Hauptort                                                                     | Cayenne                                                        |
| Fläche                                                                       | 83.846 km²                                                     |
| Einwohnerzahl                                                                | 304.557 (2022)                                                 |
| Anteil der Weltbevölkerung                                                   | 0,004 %                                                        |
| Bevölkerungsdichte                                                           | 3,5 Einwohner / km²                                            |
| Arrondissements                                                              | 3                                                              |
| Gemeindeverbände                                                             | 4                                                              |
| Gemeinden                                                                    | 22                                                             |
| Präfekt                                                                      | Antoine Poussier                                               |
| Präsident der Assemblée de Guyane                                            | Gabriel Serville                                               |
| Währung                                                                      | Euro (EUR)                                                     |
| Zeitzone                                                                     | UTC−3 (GFT)                                                    |
| ISO 3166-2:FR                                                                | FR-973                                                         |
| ISO 3166                                                                     | GF, GUF, 254                                                   |
| Internet-TLD                                                                 | .gf                                                            |
| Vorwahl                                                                      | +594                                                           |
| Karte                                                                        |                                                                |
| Lage in Südamerika                                                           |                                                                |
| Reliefkarte von Französisch-Guayana                                          |                                                                |

Französisch-Guayana, auch Französisch-Guyana, französisch Guyane [gɥiˌjan], ist ein Überseedépartement (mit der Ordnungsnummer 973) und eine Region Frankreichs. Französisch-Guayana liegt im Nordosten Südamerikas am Atlantischen Ozean zwischen Brasilien und Suriname bei 4° nördlicher Breite und 53° westlicher Länge.
In Französisch-Guayana gelten ebenso wie in den anderen Überseedépartements die französischen Gesetze, sofern keine ausdrückliche Ausnahme vorgesehen ist. Seit 2015 besteht auf dem Gebiet Französisch-Guayanas die Collectivité Territoriale de Guyane als einheitliche Gebietskörperschaft, die die Aufgaben sowohl eines Départements als auch einer Region wahrnimmt. Ihr beschlussfassendes Organ ist die Assemblée de Guyane, deren Präsident zugleich an der Spitze der Exekutive der Gebietskörperschaft steht.
Französisch-Guayana gehört zum Gebiet der Europäischen Union und verwendet den Euro als gesetzliches Zahlungsmittel, ist jedoch nicht Teil des Schengen-Raums. 

## Geographie
Das Departement umfasst eine Fläche von 83.846 km² und ist damit fast so groß wie Österreich. Es hat eine 378 km lange Küste am Atlantik, eine 730 km lange Grenze zu Brasilien und 510 km zu Suriname. Die Grenze zu Brasilien stellt somit die längste Grenze zwischen Frankreich und einem anderen Land dar.
Das Gebiet hat Anteil am Guayanischen Bergland, das sich über 1,5 Millionen km² im Nordosten des südamerikanischen Kontinents erstreckt. Dieses Hochland weist aufgrund seiner klimatischen Isolation vom Regenwald eine endemische Tier- und Pflanzenwelt auf.
Die höchste Erhebung ist der Bellevue de l’Inini mit 851 m Seehöhe. Im Süden des Landes erstreckt sich ein kleineres Mittelgebirge mit maximalen Erhebungen um 800 m, das Massif Tabulaire. Die wichtigsten Flüsse sind von West nach Ost der Maroni, der die Grenze zu Suriname bildet, der Sinnamary, der Approuague und der Oyapock, zugleich die Grenze zu Brasilien. Auf der hier abgebildeten Positionskarte ist das im Süden des Landes mit Suriname umstrittene Gebiet Französisch-Guayana zugeschlagen.

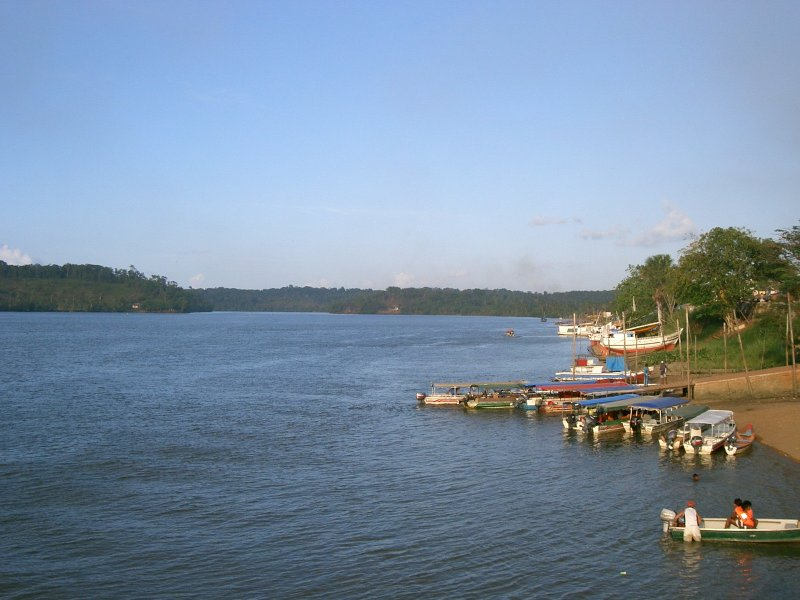
Der Fluss Oyapock bildet die Grenze zu Brasilien
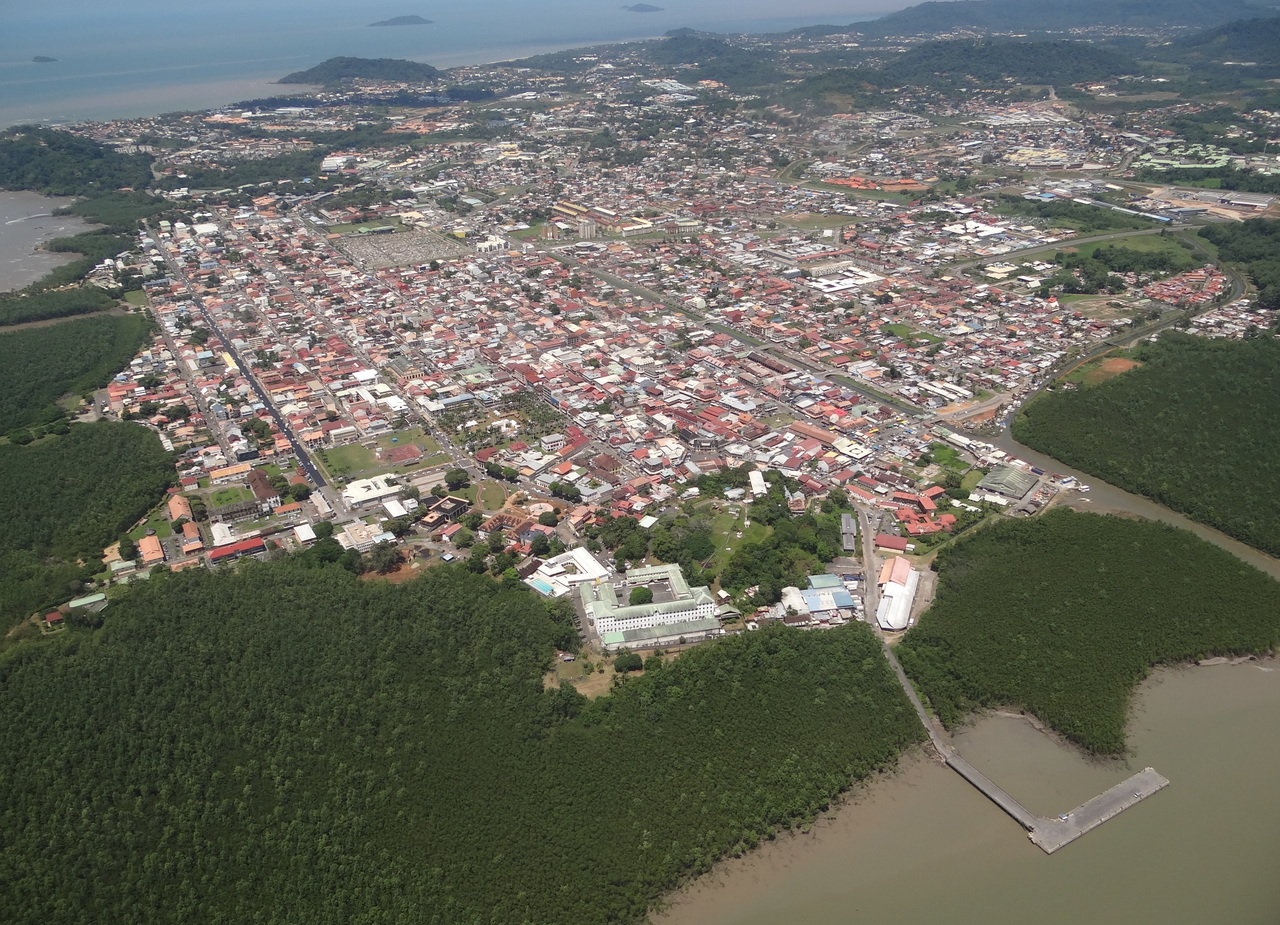
Luftbild des Hauptorts Cayenne

Französisch-Guayana weist das größte zusammenhängende Waldgebiet Frankreichs und der Europäischen Union auf. 90 % des Landes sind mit tropischen Regenwäldern bedeckt. Der weitaus größte Teil der Bevölkerung lebt an der Küste, wo sich die größten Städte befinden.
Diese sind (Stand 2022):
- Cayenne, 63.956 Einwohner, Hauptstadt
- Saint-Laurent-du-Maroni, 51.732 Einwohner
- Matoury, 35.551 Einwohner, gehört zur Agglomeration Cayenne
- Remire-Montjoly, 27.037 Einwohner, gehört zur Agglomeration Cayenne
- Kourou, 24.470 Einwohner

## Klima
Das Klima ist tropisch. Über das gesamte Jahr hinweg gibt es konstante Temperaturen, die im Mittel um 28 °C liegen. Von August bis Dezember herrscht Trockenzeit, in den übrigen Monaten ist Regenzeit. Die durchschnittliche relative Luftfeuchtigkeit liegt zwischen 80 und 90 %. Die Küstenregion profitiert von den Passatwinden des Atlantiks und der Kühle des Regenwaldes im Süden und Westen. Durch die Nähe zum Äquator und die vorherrschenden Luftströmungen ist, anders als über dem Karibischen Meer, das Auftreten tropischer Wirbelstürme praktisch unmöglich.
|                        | Jan  | Feb  | Mär  | Apr  | Mai  | Jun  | Jul  | Aug  | Sep  | Okt  | Nov  | Dez  |   |      |
| Mittl. Temperatur (°C) | 25,1 | 25,2 | 25,6 | 25,7 | 25,5 | 25,2 | 25,6 | 26,5 | 27,3 | 27,4 | 26,7 | 25,6 | ⌀ | 26   |
| Mittl. Tagesmax. (°C)  | 27,6 | 27,5 | 28,1 | 28,3 | 28,2 | 28,3 | 28,9 | 30,1 | 31,4 | 31,5 | 30,3 | 28,4 | ⌀ | 29,1 |
| Mittl. Tagesmin. (°C)  | 23,4 | 23,5 | 23,8 | 23,8 | 23,6 | 23,2 | 23,1 | 23,7 | 24,2 | 24,4 | 24,2 | 23,6 | ⌀ | 23,7 |
|                        |      |      |      |      |      |      |      |      |      |      |      |      |   |      |
| Niederschlag (mm)      | 268  | 220  | 193  | 255  | 413  | 350  | 195  | 80   | 32   | 50   | 127  | 263  | Σ | 2446 |
|                        |      |      |      |      |      |      |      |      |      |      |      |      |   |      |
| Sonnenstunden (h/d)    | 7,2  | 7,0  | 7,3  | 7,3  | 7,0  | 7,6  | 8,5  | 9,1  | 9,3  | 8,9  | 8,4  | 7,4  | ⌀ | 7,9  |
|                        |      |      |      |      |      |      |      |      |      |      |      |      |   |      |
| Regentage (d)          | 20   | 18   | 19   | 19   | 21   | 21   | 19   | 12   | 7    | 10   | 16   | 20   | Σ | 202  |
|                        |      |      |      |      |      |      |      |      |      |      |      |      |   |      |
| Wassertemperatur (°C)  | 27,1 | 27,1 | 27,3 | 27,6 | 27,9 | 28,1 | 28,3 | 28,2 | 28,1 | 28,2 | 28,1 | 27,6 | ⌀ | 27,8 |
|                        |      |      |      |      |      |      |      |      |      |      |      |      |   |      |
| Luftfeuchtigkeit (%)   | 85   | 83   | 82   | 84   | 87   | 88   | 86   | 80   | 75   | 75   | 80   | 86   | ⌀ | 82,6 |

| 23,4 |

| 23,5 |

| 23,8 |

| 23,8 |

| 23,6 |

| 23,2 |

| 23,1 |

| 23,7 |

| 24,2 |

| 24,4 |

| 24,2 |

| 23,6 |

| 23,4 |

| 23,5 |

| 23,8 |

| 23,8 |

| 23,6 |

| 23,2 |

| 23,1 |

| 23,7 |

| 24,2 |

| 24,4 |

| 24,2 |

| 23,6 |

Das Klima ist als Tropisches Monsunklima (Am-Klima) nach Köppen und Geiger klassifiziert. Die Angaben von Temperatur, Wassertemperatur, Niederschlag, Regentag und Luftfeuchtigkeit basieren auf Daten von 1991 bis 2021, Sonnenstunden auf Daten von 1999 bis 2019.

## Geschichte

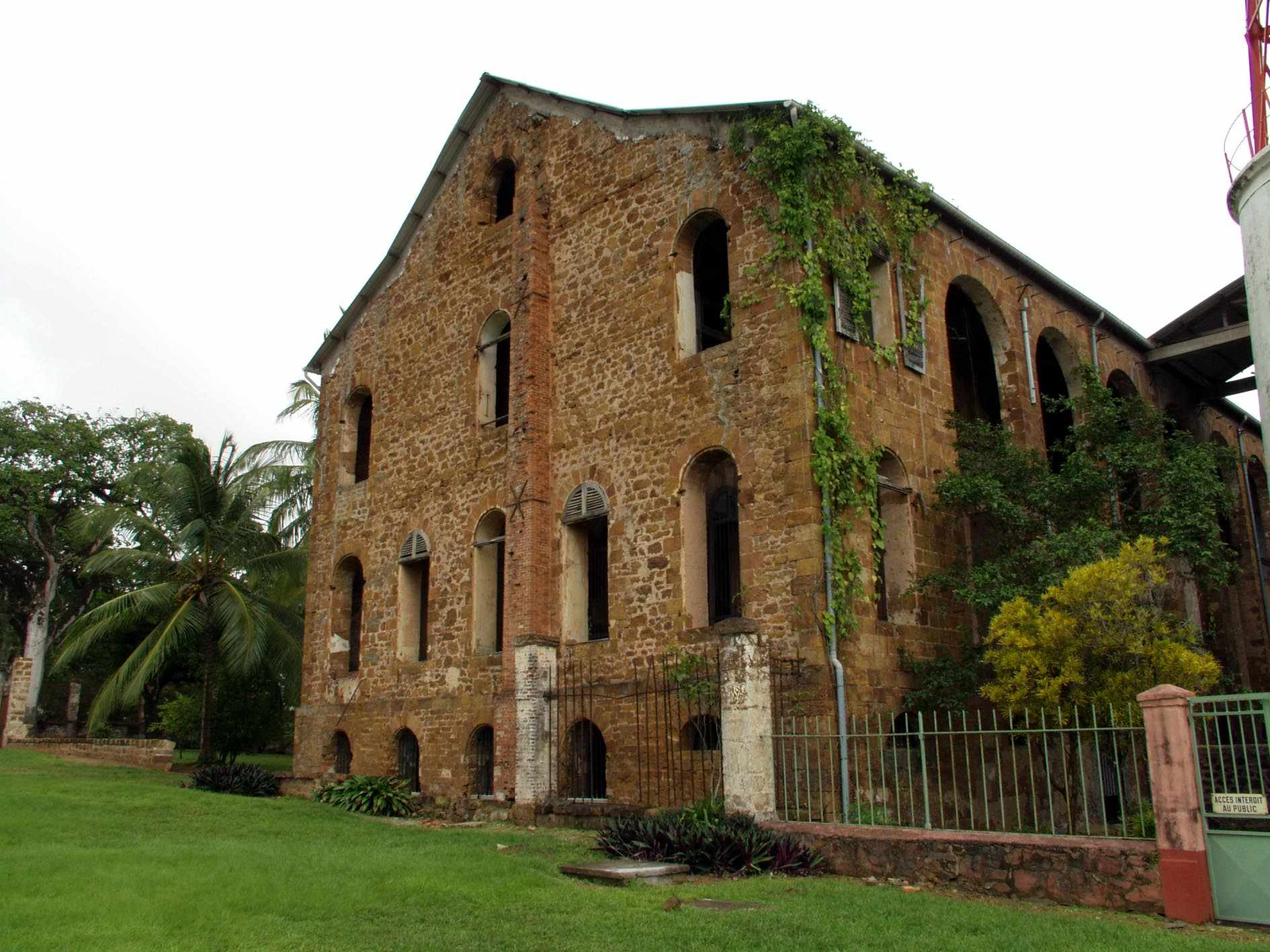
Strafanstalt der Îles du Salut

Bereits 1498 kam Christoph Kolumbus an der Küste Guayanas an. Aber erst etwa hundert Jahre später siedelten sich dort europäische Auswanderer an – zunächst Niederländer und ab 1604 Franzosen und Engländer. Als Reparation des im Orangen-Krieg unterlegenen Portugal wurde die französische Kolonie 1801 im Frieden von Badajoz durch Abtretung eines Gebiets von Portugiesisch-Brasilien an Frankreich vergrößert.
Bekannt wurde Französisch-Guayana für den „Archipel der Verdammten“ auf den Îles du Salut, eine französische Strafkolonie, die von 1852 bis 1951 bestand. Dazu gehörte auch die Teufelsinsel. Bis zu 70.000 Menschen aus unterschiedlichen sozialen Schichten waren dort inhaftiert.
1946 wurde Französisch-Guayana als Überseedépartement ein integraler Bestandteil Frankreichs und erhielt so eine eingeschränkte Selbstverwaltung. In der französischen Nationalversammlung und im Senat ist das Département seitdem mit zwei Mitgliedern vertreten.
1968 bauten die Europäer in Kourou das – geografisch günstig, weil äquatornah liegende – Raketenabschussgelände Centre Spatial Guyanais, welches im Laufe der Zeit erweitert wurde. Der Erfolg des Ariane-Programms und eine geschickte Unternehmensstrategie der Betreibergesellschaft Arianespace trugen erheblich dazu bei.
Seit den Dezentralisierungsgesetzen von 1982 bildete Französisch-Guayana zugleich ein Département und eine Region Frankreichs. Die beiden Gebietskörperschaften waren deckungsgleich, jedoch rechtlich getrennt, so dass parallel der Generalrat des Départements und der Regionalrat der Region existierten, die nach dem jeweils im europäischen Frankreich für das jeweilige Gremium geltenden Wahlrecht gewählt wurden und ihre Befugnisse getrennt ausübten.
Bei einer vom französischen Staat initiierten Volksabstimmung über die Umwandlung Französisch-Guayanas in eine Collectivité d’outre-mer mit erweiterter Autonomie gemäß Artikel 74 der Französischen Verfassung am 10. Januar 2010 stimmten bei einer Wahlbeteiligung von 55 Prozent 69,8 Prozent der Abstimmenden dagegen. Bei einer weiteren Abstimmung am 24. Januar 2010 stimmte eine Mehrheit mit 57,58 % für eine Zusammenlegung von Département und Region. Allerdings lag die Wahlbeteiligung nur bei 27,44 %.
Seit Dezember 2015 bildet Französisch-Guayana infolge der Fusion von Département und Region eine einheitliche Gebietskörperschaft unter der Bezeichnung Collectivité Territoriale de Guyane. Mit der Abschaffung des Generalrats des Départements wurden die bis dahin in Französisch-Guayana bestehenden 19 Kantone obsolet und aufgelöst.
Die Assemblée de Guyane als höchstes Organ der neugeschaffenen Gebietskörperschaft wurde erstmals im Dezember 2015 parallel zu den Regionalwahlen in den anderen Teilen Frankreichs gewählt. Bei den Wahlen von Dezember 2015 siegte im zweiten Wahlgang die Liste von Rodolphe Alexandre, der zuvor Präsident des Regionalrates gewesen war und jetzt der erste Präsident der Assemblée de Guyane wurde. Nach den Wahlen von Juni 2021 wurde er durch Gabriel Serville abgelöst.

## Bevölkerung

### Übersicht
Zum 1. Januar 2022 hatte Französisch-Guayana 288.382 Einwohner. Die Bevölkerung wächst aufgrund der hohen Geburtenrate sehr schnell, 1999 hatte das Überseedépartement noch 157.000 Einwohner. So ist Französisch-Guayana das französische Département mit der höchsten Geburtenrate. Zudem ist die Bevölkerung mit durchschnittlich 28,6 Jahren sehr jung. Das Bevölkerungswachstum beträgt 3,3 % und liegt damit fast so hoch wie das von Neukaledonien.

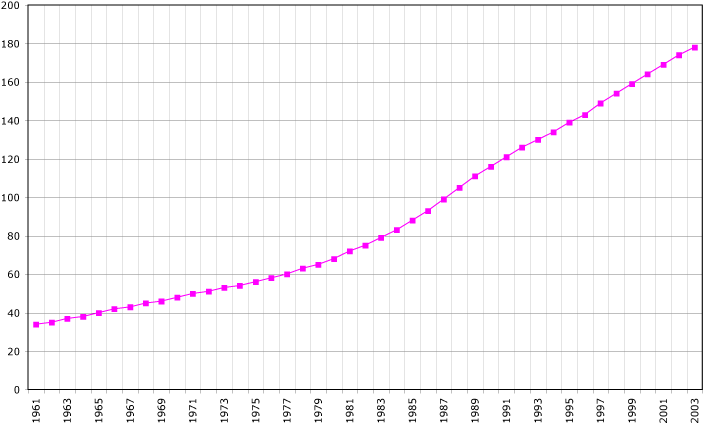
Bevölkerungsentwicklung in 1000 Einwohnern

Die Bevölkerung wächst zudem auch durch Einwanderung. Die meisten Einwanderer kommen aus nahen Staaten wie Guyana, Suriname, Brasilien und Haiti. Bedeutende Immigration wird auch aus Südasien verzeichnet. Am 6. September 1977 trafen die ersten von 2100 Hmong ein, die aus China und Laos geflohen waren. Sie wurden in den Dörfern Cacao und Javouhey (Gemeinde Mana) angesiedelt. Innerhalb weniger Jahrzehnte erreichten sie einen gewissen Wohlstand und ernteten bereits in den 2010er Jahren bis zu 90 % des im Land verkauften Obstes und Gemüses.

### Bevölkerungsentwicklung
| Jahr | Einwohnerzahl |
| ---- | ------------- |
| 1950 | 25.472        |
| 1960 | 32.032        |
| 1970 | 47.930        |
| 1980 | 66.977        |
| 1990 | 115.784       |
| 2000 | 163.165       |
| 2010 | 234.169       |
| 2017 | 282.731       |
| 2022 | 304.557       |

### Ethnien
Die Bevölkerung ist ethnisch sehr durchmischt. Die Mehrheit der Bevölkerung wird durch Kreolen und Afroguyaner gebildet, deren Vorfahren in der Kolonialzeit von Westafrika nach Französisch-Guayana als Sklaven verschifft wurden. Die Nachfahren der europäischen Einwanderer machen 12 % der Einwohner aus. Weitere bedeutende Minderheiten sind die indigenen Ureinwohner mit etwa 5–10 % und die Südostasiaten, vor allem Laoten und Vietnamesen aus der ehemaligen französischen Kolonie Indochina.
Eine Besonderheit stellen die Nachfahren entflohener afrikanischer Sklaven dar, die als Maroons oder Bushinengue bezeichnet werden, die seit Jahrhunderten abgeschieden in den Uferwäldern des Maroni leben. Man unterscheidet vier Ethnien, die die Bevölkerungsmehrheit entlang des Maroni stellen: Alukus (oder Bonis), Ndyukas, Paramaccaner und die Saramaccaner. Die letztgenannte Gruppe lebt zum großen Teil in Suriname, einige flohen jedoch während des dortigen Bürgerkriegs in den 1980er Jahren vor der herrschenden Militärdiktatur nach Guayana. Die entflohenen Sklaven fanden in den Urwäldern nahezu die gleichen Lebensbedingungen wie in der Urheimat, den Regenwäldern Zentral- und Westafrikas, von wo sie zuvor verschleppt worden waren. Sie konnten daher ihre ursprüngliche Lebensweise mehr oder weniger unverändert auf dem neuen Kontinent fortführen, obwohl die neue Heimat tausende Kilometer vom Herkunftsland entfernt lag. Sie leben meist in Subsistenzwirtschaft von Jagd und Fischfang, andere sind als Goldwäscher oder im Tourismus tätig. Sie sind deutlich ärmer als der Durchschnitt der Bevölkerung Guayanas und in politischen Gremien stark unterrepräsentiert.

### Religionen
Nach einem französischen Zensus vom 31. Dezember 2007 sind 84,4 % der Einwohner Christen, davon sind wiederum über 90 % Katholiken. Zum chinesischen Universismus bekennen sich 3,6 %. Dem Spiritismus rechnet man 3,3 % zu, und 2,9 % sind Agnostiker. Zwischen einem Viertel und der Hälfte der Indigenen des Landes halten außerdem an traditionellen Religionen fest; der Zensus gibt dazu 2,2 % der Gesamtbevölkerung an.

## Politik
Seit 2016 besteht auf dem Gebiet Französisch-Guayanas die Collectivité Territoriale de Guyane (Gebietskörperschaft Guyane) als einheitliche Gebietskörperschaft, die die Aufgaben sowohl eines Départements als auch einer Region wahrnimmt.
In Französisch-Guayana gelten ebenso wie in den anderen Überseedépartements die französischen Gesetze direkt, sofern nicht Ausnahmen ausdrücklich vorgesehen sind. Jedoch kann nach Artikel 73 der französischen Verfassung auf lokale Besonderheiten Rücksicht genommen werden.
Vertreter der französischen Regierung und Leiter der staatlichen Verwaltung in Französisch-Guayana ist ebenso wie in den Départements und Regionen des Mutterlands der Präfekt. Administrativ ist Französisch-Guayana in drei Arrondissements untergliedert.
Die lokalen Gebietskörperschaften sind die 22 Gemeinden (communes). 
Französisch-Guayana ist ebenso wie alle Teile Frankreichs in den beiden Kammern der französischen Legislative vertreten. Die dortigen französischen Bürger nehmen wie alle Franzosen an den französischen Präsidentschaftswahlen und den Wahlen zum Europäischen Parlament teil.

### Organe der Gebietskörperschaft

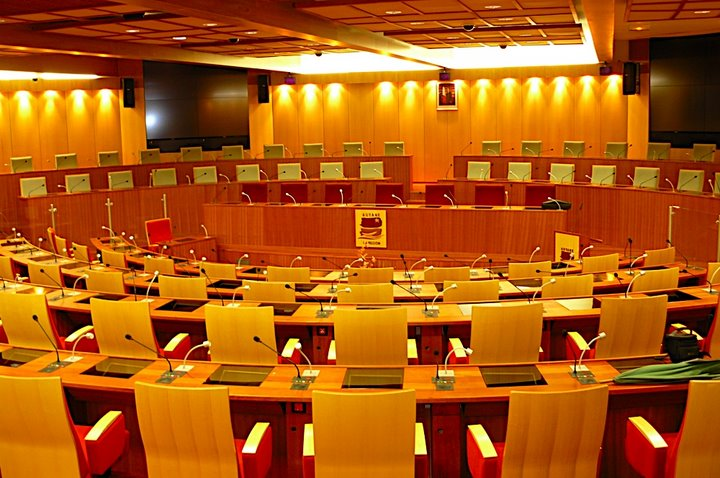
Sitzungssaal der Assemblée de Guyane

Die Struktur der Organe der Collectivité Territoriale de Guyane entspricht abgesehen von der Terminologie weitgehend derjenigen der Organe einer französischen Region.
Das beschlussfassende Organ der Gebietskörperschaft ist die Assemblée de Guyane, deren Präsident zugleich an der Spitze der Exekutive der Gebietskörperschaft steht. Die Assemblée de Guyane wird nach einem Listenwahlrecht mit potentiell zwei Wahlgängen und Mehrheitsprämie gewählt, das weitgehend dem Wahlverfahren bei der Wahl der französischen Regionalräte entspricht.
Die Assemblée de Guyane wurde erstmals im Dezember 2015 und erneut im Juni 2021 parallel zu den Regionalwahlen von 2015 und 2021 gewählt.
Siehe auch: Liste der Präsidenten des Regionalrates von Französisch-Guayana und der Assemblée de Guyane seit 1983 bzw. 2015

### Parlamentarische Vertretung

Die zwei Wahlkreise der französischen Nationalversammlung in Guayana (seit 2012)

Französisch-Guayana ist in der Nationalversammlung durch zwei direkt gewählte Wahlkreisabgeordnete und im Senat durch zwei indirekt gewählte Senatoren vertreten.

#### Wahl zur französischen Nationalversammlung 2022

##### Französisch-Guayana (973) – 1. Wahlkreis
Die Parlamentswahl 2022 im 1. Wahlkreis gewann Jean-Victor Castor. Er ist Kandidat der linken Mouvement de décolonisation et d’émancipation sociale, die sich für die Unabhängigkeit Französisch-Guayanas ausspricht. Die Wahlbeteiligung lag im ersten Durchgang bei 27,27 %, beim zweiten Wahlgang bei 29,92 %.
| Kandidaten (Auswahl) | Kandidaten (Auswahl) | 1. Durchgang       | 1. Durchgang | 2. Durchgang       | 2. Durchgang |
| Name                 | Partei               | Anzahl der Stimmen | Anteil in %  | Anzahl der Stimmen | Anteil in %  |
| -------------------- | -------------------- | ------------------ | ------------ | ------------------ | ------------ |
| Yvane Goua           | NUPES                | 3.122              | 20,77        | 6.951              | 43,71        |
| Jean-Victor Castor   | MDES                 | 2.601              | 17,30        | 9 083              | 56,53        |
| Boris Chong-Sit      | GR (UDC)             | 2.349              | 15,62        |                    |              |
| Joëlle Prevot-Madere | parteilos            | 1.728              | 11,49        |                    |              |
| Thibault Lechat-Vega | Péyi G (NUPES)       | 970                | 6,45         |                    |              |
| Jérôme Harbourg      | RN                   | 817                | 5,43         |                    |              |
| Philippe Bouda       | FI                   | 812                | 5,40         |                    |              |

##### Französisch-Guayana (973) – 2. Wahlkreis
Die Parlamentswahl 2022 im 2. Wahlkreis in Französisch-Guayana gewann Davy Rimane. Er ist parteiloser Kandidat, wird aber von der FI unterstützt. Er gehört der linken Koalition NUPES an. Die Wahlbeteiligung lag im ersten Durchgang bei 26,08 %, beim zweiten Wahlgang bei 33,65 %.
| Kandidaten (Auswahl)        | Kandidaten (Auswahl) | 1. Durchgang       | 1. Durchgang | 2. Durchgang       | 2. Durchgang |
| Name                        | Partei               | Anzahl der Stimmen | Anteil in %  | Anzahl der Stimmen | Anteil in %  |
| --------------------------- | -------------------- | ------------------ | ------------ | ------------------ | ------------ |
| Lénaïck Adam                | LREM                 | 3.754              | 31,87        | 7.014              | 45,87        |
| Davy Rimane                 | parteilos (NUPES)    | 2.510              | 21,31        | 8.277              | 54,13        |
| Manuel Victor Jean-Baptiste | parteilos            | 1.425              | 12,10        |                    |              |
| Christophe Yanuwana Pierre  | parteilos (NUPES)    | 1.312              | 11,14        |                    |              |
| Jean-Philippe Dolor         | LR                   | 1.303              | 11,06        |                    |              |

### Präsidentschaftswahl 2022
Die Wahlbeteiligung lag beim ersten Durchgang bei 36,16 %, beim zweiten Durchgang bei 38,90 %.
| Präsidentschaftswahl 2022 – erster Wahlgang vom 10. April 2022; Guayana (973) | Präsidentschaftswahl 2022 – erster Wahlgang vom 10. April 2022; Guayana (973) | Präsidentschaftswahl 2022 – erster Wahlgang vom 10. April 2022; Guayana (973) | Präsidentschaftswahl 2022 – erster Wahlgang vom 10. April 2022; Guayana (973) | Präsidentschaftswahl 2022 – erster Wahlgang vom 10. April 2022; Guayana (973) |
| ----------------------------------------------------------------------------- | ----------------------------------------------------------------------------- | ----------------------------------------------------------------------------- | ----------------------------------------------------------------------------- | ----------------------------------------------------------------------------- |
|                                                                               |                                                                               |                                                                               |                                                                               |                                                                               |
| Mélenchon (FI)                                                                | Mélenchon (FI)                                                                |                                                                               | 50,59 %                                                                       | 50,59 %                                                                       |
| Le Pen (RN)                                                                   | Le Pen (RN)                                                                   |                                                                               | 17,66 %                                                                       | 17,66 %                                                                       |
| Macron (LREM)                                                                 | Macron (LREM)                                                                 |                                                                               | 14,22 %                                                                       | 14,22 %                                                                       |
| Zemmour (REC)                                                                 | Zemmour (REC)                                                                 |                                                                               | 4,39 %                                                                        | 4,39 %                                                                        |
| Pécresse (LR)                                                                 | Pécresse (LR)                                                                 |                                                                               | 2,78 %                                                                        | 2,78 %                                                                        |
| Jadot (EELV)                                                                  | Jadot (EELV)                                                                  |                                                                               | 2,62 %                                                                        | 2,62 %                                                                        |
| Andere                                                                        | Andere                                                                        |                                                                               | 7,74 %                                                                        | 7,74 %                                                                        |
|                                                                               |                                                                               |                                                                               |                                                                               |                                                                               |

| Präsidentschaftswahl 2022 – zweiter Wahlgang vom 24. April 2022; Guayana (973) | Präsidentschaftswahl 2022 – zweiter Wahlgang vom 24. April 2022; Guayana (973) | Präsidentschaftswahl 2022 – zweiter Wahlgang vom 24. April 2022; Guayana (973) | Präsidentschaftswahl 2022 – zweiter Wahlgang vom 24. April 2022; Guayana (973) | Präsidentschaftswahl 2022 – zweiter Wahlgang vom 24. April 2022; Guayana (973) |
| ------------------------------------------------------------------------------ | ------------------------------------------------------------------------------ | ------------------------------------------------------------------------------ | ------------------------------------------------------------------------------ | ------------------------------------------------------------------------------ |
|                                                                                |                                                                                |                                                                                |                                                                                |                                                                                |
| Le Pen (RN)                                                                    | Le Pen (RN)                                                                    |                                                                                | 60,78 %                                                                        | 60,78 %                                                                        |
| Macron (LREM)                                                                  | Macron (LREM)                                                                  |                                                                                | 39,22 %                                                                        | 39,22 %                                                                        |
|                                                                                |                                                                                |                                                                                |                                                                                |                                                                                |

### EU-rechtlicher Status
Französisch-Guayana gehört als Gebiet in äußerster Randlage zum Gebiet der Europäischen Union. Es gehört zum Zollgebiet der Union und verwendet den Euro als gesetzliches Zahlungsmittel, ist jedoch nicht Teil des Geltungsbereichs des Mehrwertsteuersystems der EU und nicht Teil des Schengen-Raums.
Die Grenzen Französisch-Guayanas zu Suriname und Brasilien sind die einzigen EU-Außengrenzen auf dem amerikanischen Festland.

### Untergliederungen
Französisch-Guayana gliedert sich in drei Arrondissements und 22 Gemeinden, die zu vier Établissements publics de coopération intercommunale à fiscalité propre (kommunalen Zweckverbänden mit eigenen Steuereinnahmen) zusammengeschlossen sind.
| Arrondissement          | Anzahl der Gemeinden | Einwohner 1. Januar 2022 | Fläche km² | Bevölkerungs- dichte Einw./km² | Code INSEE | Hauptort                |
| ----------------------- | -------------------- | ------------------------ | ---------- | ------------------------------ | ---------- | ----------------------- |
| Cayenne                 | 10                   | 181.303                  | 17.028,90  | 10,6                           | 9731       | Cayenne                 |
| Saint-Laurent-du-Maroni | 8                    | 98.344                   | 40.945,00  | 2,4                            | 9732       | Saint-Laurent-du-Maroni |
| Saint-Georges           | 4                    | 8.735                    | 25.560,00  | 0,3                            | 9733       | Saint-Georges           |
| Département Guyane      | 22                   | 288.382                  | 83.533,90  | 3,5                            | 973        | Cayenne                 |

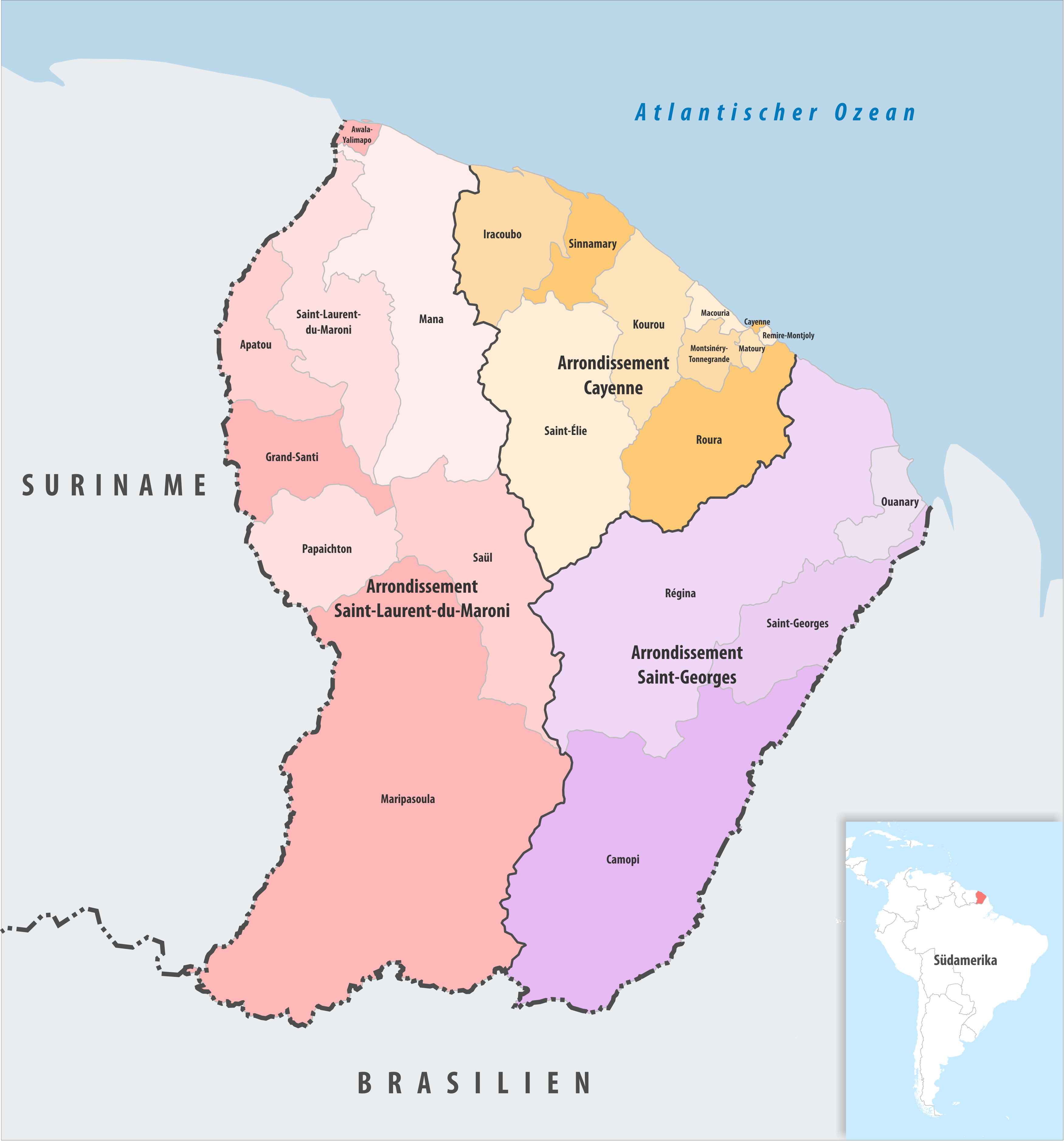
Arrondissements in Französisch-Guayana und zugehörige Gemeinden
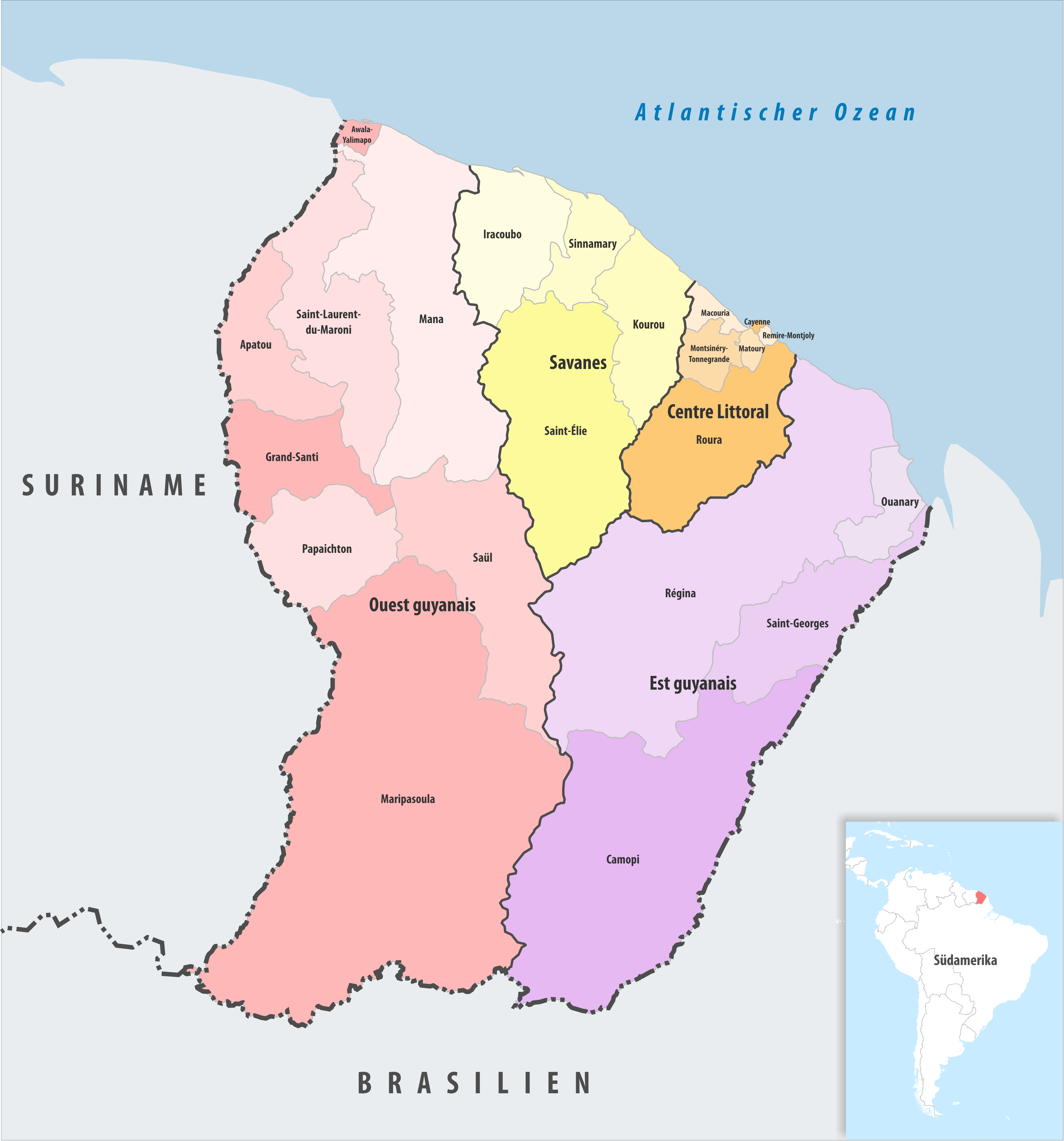
Kommunale Zweckverbände in Französisch-Guayana und zugehörige Gemeinden

## Öffentliche Einrichtungen
Es gibt ca. 920 Beamte der Französischen Gendarmerie beim Kommando der Gendarmerie (COMGEND) von Französisch-Guayana. Der Zoll verfügt über ca. 200 Mitarbeiter.
Die Universität Französisch-Guayana bietet 31 Studiengänge an zwei Standorten an. Sie deckt dabei fünf Studienbereiche ab, nämlich Kunst, Literatur und Sprachen, Gesundheitswissenschaften, Wissenschaft und Technik sowie Rechts- und Wirtschaftswissenschaften.

## Militär
Die französische Armee unterhält in Rochambeau u. a. einen Luftwaffen-Militärstützpunkt. Eine Einheit der Fremdenlegion, das 3. Infanterie-Fremdenregiment (frz. 3° REI), ist in Kourou stationiert. Zu ihren primären Aufgaben gehört die Sicherung der Grenze und des Weltraumbahnhofs in Kourou. Soldaten der Fremdenlegion kamen von dort im März 2004 zu einem Einsatz nach Haiti. In Régina, etwa 70 km südlich von Cayenne, befindet sich die „Dschungelkampfschule“ (Centre d’entraînement à la forêt équatoriale, C. E. F. E.) der Fremdenlegion, in der auch Spezialeinheiten anderer Staaten (z. B. KSK, Navy Seals) in einem Kurztraining ausgebildet werden.

## Wirtschaft
Die ESA betreibt zusammen mit der französischen Raumfahrtbehörde CNES in Kourou den Weltraumbahnhof Centre Spatial Guyanais. Dort startet Arianespace die Trägerraketen vom Typ Ariane mit Kommunikationssatelliten und anderen Nutzlasten, es gibt zudem Startanlagen für Sojus- und Vegaraketen. Durch die Nähe zum Äquator benötigen die Raketen bei einem Start von hier weniger Treibstoff als von Europa, um eine Nutzlast auf eine bestimmte Bahnhöhe zu befördern.
Der Weltraumbahnhof ist der wichtigste Pfeiler der Wirtschaft von Französisch-Guayana. Mittlerweile ist auch das Raumfahrtgelände in Kourou zu einem touristischen Motor der Binnenwirtschaft geworden.
Die Forstwirtschaft ist auf Grund des tropischen Regenwaldes ein wichtiger Wirtschaftszweig des Landes. Landwirtschaft wird nur in Küstennähe betrieben. An übrigen Wirtschaftszweigen sind lediglich die Krabbenfischerei und der Abbau von Gold erwähnenswert.
Wichtigste Handelspartner sind das französische Mutterland, Trinidad und Tobago und Italien. Exportiert werden vor allem Fisch, Reis und Gold, wichtigste Einfuhrprodukte von Französisch-Guayana sind u. a. Maschinen und Fahrzeuge. Das beim (meist illegalen) Goldabbau verwendete Quecksilber gelangt in die Gewässer und wird von den Fischen aufgenommen. Bei den Teilen der indigenen Bevölkerung, die sich hauptsächlich von Fisch ernähren, führt dies zu Krankheitssymptomen ähnlich der Minamata-Krankheit in Japan. Französische Beamte gehen verstärkt gegen die illegalen Goldsucher vor, indem sie diese ergreifen und nach Brasilien ausweisen. Die Goldsucher dringen aber bald darauf wieder in französisch-guyanesisches Territorium ein, da der Regenwald sehr schlecht zu kontrollieren ist. Darüber hinaus hat das französische Militär gegenüber den in Mafia-artigen Strukturen arbeitenden Schmugglern und Umweltverbrechern kaum rechtliche Handhabe. Die Schürfer, welche die eigentliche Arbeit verrichten und großes gesundheitliches wie rechtliches Risiko auf sich nehmen, stehen üblicherweise in einem unterdrückenden, sklavereiartigen Arbeitsverhältnis zu ihren Donos (portugiesisch für Besitzer) im Hintergrund, die oft nicht vor Gewalt zurückschrecken. Der in vergangenen Jahren steigende Goldpreis verstärkt das Problem weiter.
Im Vergleich mit dem Bruttoinlandsprodukt der EU ausgedrückt in Kaufkraftstandards erreicht Französisch-Guayana einen Index von 57,6 (EU-25: 100) (2003). Damit ist Französisch-Guayana die ärmste Region Frankreichs. Jedoch muss hierbei auch die hohe Quote an Selbstversorgern betrachtet werden, welche bei der Ermittlung des BIP nicht berücksichtigt werden.
Im Jahr 2017 betrug die Arbeitslosenquote 22,4 %.